# Ghrudaidh-Formation
Die Ghrudaidh-Formation ist eine geologische Formation des Hebriden-Terrans, die während des Kambriums entlang der Nordwestküste Schottlands abgelagert wurde. Sie gehört zur Durness Group.

## Etymologie
Die Ghrudaidh-Formation erhielt ihre Bezeichnung von der Typlokalität, der mittlerweile verfallenen Ghrudaidh Farm bzw. Grudie etwa 4 Kilometer südwestlich von Durness. Der Vorsprung Rubh’ a’ Ghrùdaidh dürfte hier wohl nicht gemeint sein. Ghrudaidh ist wahrscheinlich aus dem irischen Verb grúdaigh bzw. lenisiert ghrúdaigh abgeleitet – mit der Bedeutung brauen, brühen, aufkochen. Die Zukunftsform ist grúdóidh.

## Geschichtliches
Die Ghrudaidh-Formation war bereits im Jahr 1884 von Ben Peach und John Horne zusammen mit den anderen Formationen der Durness Group ausgewiesen worden. Sie war aber schon zuvor von Charles Lapworth beschrieben worden.

## Geographie
Neben der Typlokalität bei Durness erscheint die Formation bei An-t-Sròn nördlich von Eriboll, in Überschiebungskeilen in Assynt, bei Inchnadamph bis hin nach Ord auf Skye im Süden. Das Liegende ist sehr schön an der Skiag Bridge am Loch Assynt aufgeschlossen.

## Einführung
Der passive Kontinentalrand Laurentias, zu dem der Nordwesten Schottlands damals noch gehörte, bildete sich nach dem Auseinanderbrechen des Superkontinents Pannotia um 600 Millionen Jahre im Ediacarium. In einer bis 580 Millionen Jahre dauernden Driftperiode entstand allmählich der Iapetus. Gut möglich ist, dass der Riftvorgang ein zweistufiger Prozess war. Hiernach öffnete sich der Iapetus zwischen Gondwana und Laurentia um 570 Millionen Jahre, dem zwischen 540 und 535 Millionen Jahre im Terreneuvium ein weiterer Riftprozess folgte, bei dem sich erst jetzt der eigentliche, passive Kontinentalrand Laurentias etablierte.
Auf diesem Kontinentalrand lagerten sich sodann sehr extensiv die kambrischen Sedimente und die ordovizischen Karbonate ab, welche vom Südosten der USA über das maritime Kanada und Neufundland bis in den Norden Grönlands (eine Distanz von mehreren tausend Kilometern) zu verfolgen sind und die Great American Carbonate Bank aufbauen.
Paläogeographische Rekonstruktionen platzieren Laurentia für diesen Zeitabschnitt zwischen 30° Nord und 30° Süd, Schottland befand sich damals auf einer Paläolatitüde von 20° Süd. Die Kambro-Ordovizische Abfolge im Nordwesten Schottlands offenbart erstaunliche Ähnlichkeiten mit Profilen im Westen Neufundlands, in Svalbard und im Nordosten Grönlands und die jeweiligen Stratigraphien lassen sich gut korrelieren.

## Stratigraphie

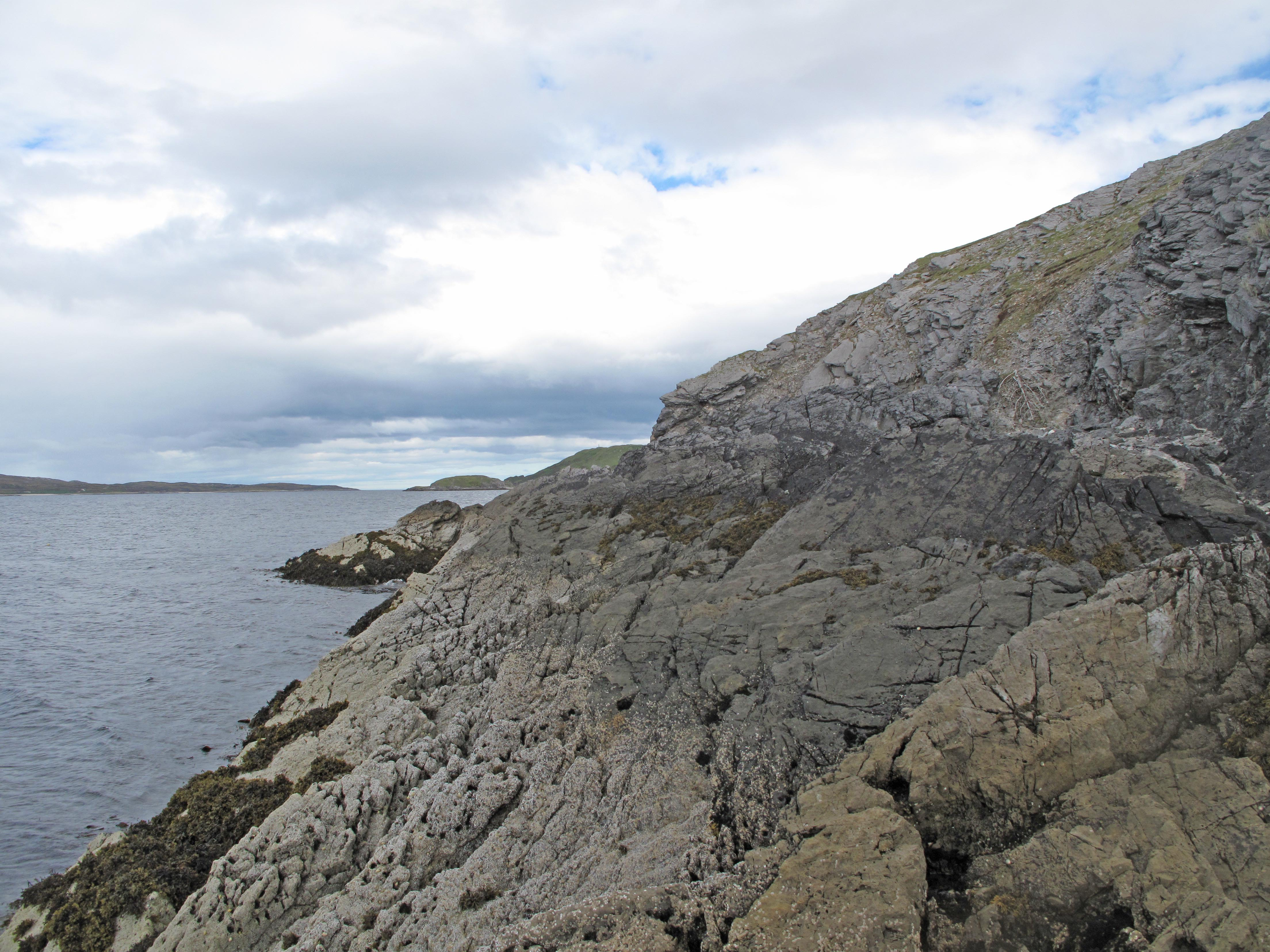
Die Ghrudaidh-Formation bei An-t-Sròn am Nordostufer des Loch Eribolls etwas nördlich von Eriboll

Die Ghrudaidh-Formation ist die unterste Formation der Durness Group. Sie überlagert konkordant das Salterella Grit Member der An-t-Sròn-Formation aus der siliziklastischen Ardvreck Group. Der Übergang erfolgt auf einem Meter fließend und zeichnet sich durch das Erscheinen karbonatischer (dolomitischer) Sedimente aus. Die Untergrenze wird mit der ersten dolomitischen Siltstein- oder Dolostonelage gezogen. Dennoch besteht der siliziklastische Einfluss (mit Sandkörnern und Quarzareniten) auf den ersten paar Metern weiter fort.
Die Ghrudaidh-Formation wird ihrerseits konform von hellgrauen bis hellbraunen, schichtigen Dolomiten der Eilean-Dubh-Formation (Durness Group) abgelöst. Der Kontakt wird hierbei mit dem Auftreten von Laminationen und/oder Chertlagen gezogen.

### Sequenzstratigraphie
Die Liegendfläche der Ghrudaidh-Formation stellt eine Sequenzgrenze (Englisch sequence boundary oder abgekürzt SB) dar. Mit ihr beginnt die Megasequenz Scottish Laurentian Margin II, abgekürzt SLM II oder genauer die 83 Meter mächtige SLM IIa. Die Formation markiert folglich den Sequenzübergang von SLM I zu SLM II. Die nächste Sequenzgrenze SLM IIb liegt bereits im unteren Abschnitt der Eilean-Dubh-Formation. Die Basis von SLM II wird mit Einsetzen der Ghrudaidh-Formation von einem ständig ansteigenden Meeresspiegel (Flutung) gekennzeichnet und bildet somit einen Transgressive Systems Tract (TST).
Die Ghrudaidh-Formation baut sich aus keinerlei deutlich erkennbaren Parasequenzen auf, bei näherem Hinsehen sind aber durchaus welche verborgen.
Die Liegendgrenze zum Salterella-Grit-Member besteht entweder aus einem braunen, geröllartig verwitternden, dolomitischen Sandstein oder aus einem 2 Meter mächtigen, dunkel bis bleigrauen, dolomitischen, laminierten Siltstein. Hiermit beginnt die Karbonat-betonte Sedimentation, die den Rest der Formation beherrscht. Die Liegendschichten enthalten aber noch verteilten Quarzsand und Silt, zugegen sind auch dünne Lagen an dolomitischem Sandstein, der kleine, gut gerundete Tonsteinklasten enthält. Der Rest der Formation wird dann von bioturbaten Dolostones charakterisiert, deren Hohlräume (engl. vugs) von spatigem Dolomit oder Gips ausgefüllt sind.
Die Hangendgrenze zur Eilean-Dubh-Formation stellt ein regressives Ereignis mit einem Rückgang des Meeresspiegels dar. Sie zeichnet sich durch hellgraue, supratidale Dolomite aus, welche Evaporitpseudomorphosen und dünne Evaporitlösungsbrekzien enthalten.

## Lithologie

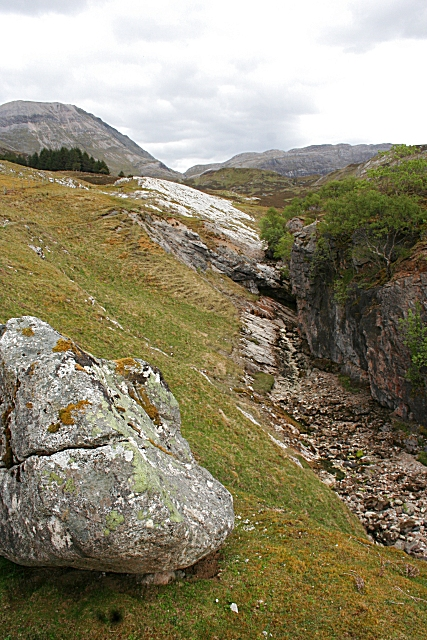
Die Traligill Thrust ist eine schräge Rampe. An ihr wird die Ghrudaidh-Formation (rechts) auf die Eilean-Dubh-Formation (links) aufgeschoben.

Lithologisch handelt es sich bei der Ghrudaidh-Formation um ein Schichtgestein aus dolomitischem Kalk und Dolostone, der untergeordnet auch Kalklagen, Spuren von dolomitischem Siltstein und sandigem Dolostone enthält. Die zwischen 50 und 63 Meter mächtige Formation baut sich aus massiven, dunkel- bis mittelgrauen Dolomitlagen auf, welche gut geschichtet sind oder aber durchwühlt wurden und daher gescheckt wirken (Fleckendolomite). Die Formation kann von kleineren Überschiebungen durchzogen sein – was eine korrekte Mächtigkeitsangabe erschwert. Es sind kleine Hohlräume zu erkennen, welche jetzt mit Dolomitrhomboedern ausgefüllt sind, womöglich aber vormals Gips oder Anhydrit enthielten. Gut denkbar ist auch, dass die Hohlräume sich während des Dolomitisierungsprozesses gebildet haben. Etwa 27 Meter über der Basis erscheinen fein laminierte, weiße und dunkelgraue Dolomite. Im Hangenden findet sich eine rund einen Meter mächtige, selten grobkörnige Schicht mit einem oolithischen Grainstone und örtlichen Tonflatschenbrekzien.
Im Dünnschliff besteht die Mehrzahl der Dolomitlagen aus ineinandergreifenden Dolomitrhomboedern der Silt- und Sandfraktion, die
überwiegend das primäre Ablagerungsgefüge ausgelöscht haben. Folglich sind feinkörnige Dolomitlaminite des Anstehenden unter dem Mikroskop betrachtet Dolosparite.

### Lithofazies
In der Ghrudaidh-Formation finden sich folgende Lithofazies:
- Fleckendolomit – Subtidal.
- bioklastischer Packstone und bioklastischer Wackestone – Subtidal.
- oolithischer Grainstone im oberen Abschnitt – oberes Subtidal.
- Intraklastischer Rudstone im mittleren Abschnitt der Formation. Feinkörniger Dolomikrit in dunkelgrauer Matrix. Verschuppte, flache Konglomeratklasten im Liegenden. Subtidal bis Supratidal.
- quarzarenitische Karbonate in den unteren 5 Metern – Supratidal.

Das Vorhandensein verkieselter Oolithlagen legt nahe, dass die oolithischen Grainstones einst ein wesentlich bedeutenderer Faziesbestandteil waren, welcher jedoch durch die anschließende Dolomitisierung unkenntlich gemacht wurde.
Mit Ausnahme der supratidalen quarzarenitischen Karbonate wird die Ghrudaidh-Formation vom flachen Subtidal beherrscht.

## Ablagerungsmilieu
Der jähe Übergang zu feinkörnigen Schichten an der Liegendgrenze der Ghrudaidh-Formation deutet auf ein spürbares Nachlassen der Ablagerungsenergie. Diese Feststellung kombiniert mit dem häufigen Auftreten von Halit und kleinen Pyritframboiden erlaubt den Schluss auf restriktive und evaporitische sowie an Sauerstoff verarmte Lagunenbedingungen. Dies erklärt auch den generellen Faunenmangel. Die in Hohlräumen angesammelten Evaporite sind wahrscheinlich eine Reaktion auf Salinitätsschwankungen. 
Dennoch bestanden gut gerundete Quarzkörner, dominierend im vorangegangenen Salterella Grit Member, in den untersten paar Metern weiter fort. Es darf daher angenommen werden, dass ihr Ursprungsgebiet – wahrscheinlich äolische Dünen auf dem sich anschließenden laurentischen Kraton – noch ganz in der Nähe lag.
Das scharfe Abschneiden der lagunären und örtlich intertidalen Fazies im Liegendabschnitt der Ghrudaidh-Formation durch ein Mikrokonglomerat ist ein erosives Ereignis, das gute und dauerhaft durchlüftete Bedingungen einläutete. Dies zeigt sich an den auflagernden feinkörnigen Dolostones (jetzt großteils rekristallisiert), die bioturbat sind und eine Small-Shelly-Fauna (SSF) enthalten.
Fleckendolomite beherrschen die untersten 31 Meter der Formation. Darüber folgen dann blassere, feinkörnigere Karbonate – das Environment war verflacht und sehr frühe Zementation hatte eingesetzt. An der Typlokalität erscheinen in diesem Niveau seltene hämisphärische Stromatolithen, die Intertidal anzeigen. Bei An t-Sròn stehen im oberen Abschnitt der Formation hellgraue, parallelgeschichtete Dolostones an, welche auf supratidale Ablagerungsbedingungen hinweisen. Eine gut ausgebildete Küstensabkha kann an Evaporiten im obersten Abschnitt und bis in die Eilean-Dubh-Formation hinein abgelesen werden, welche mit Lösungsbrekzien und großen Knollen von spatigem Kalzit (womöglich nach Anhydrit) assoziiert waren. 
Oolithische Grainstones, Rippel, planar laminierte Stromatolithen und Fensterkarbonate (so genannte fenestrae) sprechen für relativ stark durchbewegtes flaches Subtidal bis Supratidal.

## Fossilien
An Fossilien wurde der Trilobit Olenellus aff. reticulatus (PEACH) an der Basis aufgefunden. Dies engt das Alter auf die Bonnia-Olenellus-Zone ein. Die Formation ist ferner reich an das Sediment verfärbenden Wurmbauten, als Beispiel sei das Ichnofossil Planolites genannt, womöglich sind auch Thalassinoides-Ähnliche zugegen. Neben anderem Muschelschill ist das zur Small-Shelly-Fauna (SSF) gehörende Taxon Salterella maccullochi in bioklastischen Grainstones und Wackestones identifizierbar.
Die recht armselige Fauna spiegelt entweder die grobe Rekristallisation im Dolomit wider oder sie ist tatsächlich primärer Natur.

## Alter
Die Ghrudaidh-Formation beginnt mit der 3. Serie des Kambriums und setzt somit bei etwa 510 Millionen Jahren ein. Sie wird ferner der 526 bis 508 Millionen Jahre alten Comley-Serie zugeordnet. Auch korreliert sie mit dem Beginn der Sauk-Megasequenz Sauk II.

## Tektonik
Wie bereits erwähnt, wird die Ghrudaidh-Formation in der Nähe der Typlokalität von kleineren Auf- und Überschiebungen durchzogen. Beispielsweise wird das 65 Meter mächtige Profil bei An-t-Sròn von 7 Störungen betroffen. Dies sind Fernwirkungen des Moine Thrust Belts. Weiter gen Süden, beispielsweise in Assynt oder bei Kinlochewe, greift die Sole Thrust (Basisüberschiebung) weiter nach Westen aus und die Formation wird hier zusammen mit der Eriboll-Formation und der An-t-Sròn-Formation in die sehr komplex aufgebauten Duplexe (Überschiebungskeile) zwischen der Sole Thrust im Westen und der eigentlichen Moine Thrust im Osten mit inkorporiert. Durch schräg angeordnete Rampen können extrem schwierige Strukturen entstehen, wie beispielsweise an der oben abgebildeten Traligill Thrust.

## Zusammenschau
Die Ghrudaidh-Formation markiert einen bedeutenden Wechsel auf dem Schelf Laurentias. Siliziklastische Sandablagerungen, die in der Eriboll-Formation noch dominierten, verlieren rapide an Einfluss und karbonatische Sedimente werden vorherrschend – darunter vor allem subtidale Fleckendolomite und stellenweise auch oolithische Grainstones. Die Sequenz SLM IIa unterscheidet sich von SLM IIb durch ein bisher nicht erkanntes regressives Ereignis an der Hangendgrenze der Ghrudaidh-Formation. Dieses zeigt sich an feinkörnigen, cremefarbenen Dolostones mit Anzeichen von ehemaligen Evaporiten wie Gips und Anhydrit. Brekzien in diesem Niveau lassen ferner auf ursprünglich recht ausgedehnte Evaporitlagen schließen. Die Abfolge der Lithofazies in der Ghrudaidh-Formation repräsentiert einen 83 Meter mächtigen Transgression-Regressionzyklus, der noch bis weit ins Liegende der Eilean-Dubh-Formation hineinreicht. Da ins Hangende sich verflachende Parasequenzen aber nur sehr schlecht zu erkennen sind, können für diesen Zyklus Systemtrakte (engl. systems tracts) nur mit größten Schwierigkeiten etabliert werden.